# Marcos Moshinsky
Marcos Moshinsky Borodiansky (Kíev, 1921 - Ciutat de Mèxic, 2009) fou un destacat físic mexicà d'origen soviètic, les investigacions del qual en el camp de la física de les partícules elementals el van fer guanyador del Premi Príncep d'Astúries d'Investigació Científica i Tècnica el 1988.

## Biografia
Va néixer el 20 d'abril de 1921 a la ciutat de Kíev (Ucraïna, en aquells moments part de l'URSS) en una família d'arrels jueves. A l'edat de tres anys va emigrar com a refugiat fins a Mèxic, país on va realitzar els seus estudis i el qual li va atorgar la ciutadania el 1942. Després d'obtenir la llicenciatura en física a la Universitat Nacional Autònoma de Mèxic es va doctorar a la Universitat de Princeton dels Estats Units sota la supervisió del Premi Nobel de Física Eugene Paul Wigner.

## Investigació científica
A la dècada dels cinquanta va dedicar les seves investigacions a l'estudi de les reaccions nuclears i a l'estructura dels nuclis atòmics, introduint el concepte de parèntesi de transformació per a funcions d'oscil·lador harmònic el qual, juntament amb les taules elaborades en col·laboració amb Tomás Brody, va facilitar els càlculs en el model de capes del nucli i es van convertir en referència indispensable en l'estudi de les estructures nuclears.
Després de fer estudis postdoctorals a l'Institut Henri Poincaré de París va retornar a la capital mexicana com a catedràtic de la Universitat Nacional Autònoma de Mèxic. L'any 1967 va ser elegit president de la Societat Mexicana de Física i el 1972 va ser admès al Col·legi Nacional de Mèxic. És editor de diverses revistes científiques internacionals i és autor de més de dues-centes publicacions tècniques i quatre llibres.
El 1968 va rebre el Premi Nacional de Ciències de Mèxic; el 1971 el Premi Luis Elizondo; el 1985 el Premi UNAM de Ciències Exactes, diners que va donar als damnificats del sisme de setembre d'aquell mateix any; i el 1988, juntament amb Manuel Cardona, el Premi Príncep d'Astúries d'Investigació Científica i Tècnica per les seves decisives contribucions a l'estudi de les simetries de les lleis bàsiques de la natura, que han facilitat un millor coneixement de la física quàntica, que regeix el comportament de les partícules elementals.
Morí l'1 d'abril de 2009 a Ciutat de Mèxic (Mèxic). Va estar casat en dues ocasions, la seva primera muller fou Elena Aizen i la segona Esperanza del Río.